# Diglyphus websteri
Diglyphus websteri är en stekelart som först beskrevs av Crawford 1912.  Diglyphus websteri ingår i släktet Diglyphus och familjen finglanssteklar. Inga underarter finns listade i Catalogue of Life.